# Saison 4 de The Middle
Chronologie
Saison 3 Saison 5
Cet article présente la liste des épisodes de la quatrième saison de la série télévisée américaine The Middle.

## Généralités
- Aux États-Unis, cette saison est diffusée depuis le 26 septembre 2012 sur le réseau ABC.
- Au Canada, elle est diffusée en simultané sur Citytv.
- En France, elle est diffusée du 11 janvier 2014 au 16 février 2014 sur Comédie ! et entre le 3 octobre 2015[1] et le 12 décembre 2015 sur NRJ 12[2].
- Le 19 octobre 2012, ABC a commandé deux épisodes supplémentaires, totalisant 24 épisodes[3].

## Distribution

### Acteurs principaux
- Patricia Heaton (VF : Véronique Augereau) : Frances "Frankie" Heck, la mère de la famille
- Neil Flynn (VF : Patrick Béthune) : Mike Heck, le mari de Frankie, et donc le père de la famille.
- Charlie McDermott (VF : Olivier Martret) : Axl Heck, le fils rebelle de la famille
- Eden Sher (VF : Olivia Luccioni) : Sue Heck, la fille étrange de la famille
- Atticus Shaffer (VF : Tom Trouffier) : Brick Heck, le plus jeune fils

### Acteurs récurrents
- Chris Kattan (VF : Mark Lesser) : Bob
- Jack McBrayer (VF : Hervé Rey) : Dr. Ted Goodwin
- Brian Doyle-Murray (VF : Vincent Grass) : Mr. Ehlert
- Jeanette Miller (en) (VF : Lucie Dolène) : Edie Spence
- Beau Wirick (VF : Nicolas Koretzky) : Sean Donahue
- John Gammon (VF : Stanislas Forlani) : Darrin
- Brock Ciarlelli (VF : Adrien Jolivet) : Brad
- Jen Ray (VF : Anne Mathot) : Nancy Donahue
- Blaine Saunders (VF : Leslie Lipkins) : Carly
- Galadriel Stineman (VF : Maïa Michaud) : Cassidy Finch
- Sam Lloyd (VF : Denis Boileau) : M. Walker
- French Stewart (VF : Bertrand Nadler) : Principal Cameron

### Acteurs invités
- Bailey Buntain : Jenna Taylor
- Dave Foley (VF : Philippe Siboulet) : Dr. Fulton
- Brooke Shields (VF : Déborah Perret) : Rita Glossner
- Jane Kaczmarek (VF : Marion Game) : Mme Armwood
- Marsha Mason (VF : Évelyn Séléna) : Pat
- Jerry Van Dyke (VF : Jean-François Laley) : Tag
- Norm McDonald (VF : Philippe Peythieu) : Rusty
- John Cullum (VF : Michel Ruhl) : Big Mike
- David Koechner : Jeff Webber
- Gabrielle Carteris : Colleen Webber
- Roger Rees : Mr. Glover
- Molly Shannon (VF : Danièle Douet) : Janet
- Marion Ross : Mme Dunlap
- Jim Beaver : Mr Stokes

## Épisodes

### Épisode 1:Dernier été en famille (Partie 1)
- États-Unis /  Canada : 26 septembre 2012 sur ABC[4] / Citytv
- France :  11 janvier 2014 sur Comédie !
- Suisse : 23 février 2014 sur RTS Un

- États-Unis : 9,16 millions de téléspectateurs[5] (première diffusion)

### Épisode 2:Dernier été en famille (Partie 2)
- États-Unis /  Canada : 26 septembre 2012 sur ABC / Citytv
- France :  11 janvier 2014 sur Comédie !
- Suisse : 23 février 2014 sur RTS Un

- États-Unis : 9,16 millions de téléspectateurs[5] (première diffusion)

### Épisode 3:La Deuxième Chance
- États-Unis /  Canada : 3 octobre 2012 sur ABC / Citytv
- France :  11 janvier 2014 sur Comédie !
- Suisse : 30 mars 2014 sur RTS Un

- États-Unis : 7,72 millions de téléspectateurs[6] (première diffusion)

### Épisode 4:La Thérapie du lapin
- États-Unis /  Canada : 10 octobre 2012 sur ABC / Citytv
- France :  11 janvier 2014 sur Comédie !
- Suisse : 6 avril 2014 sur RTS Un

- États-Unis : 7,90 millions de téléspectateurs[7] (première diffusion)

### Épisode 5:Le Tuyau d'arrosage
- États-Unis /  Canada : 17 octobre 2012 sur ABC / Citytv
- France :  18 janvier 2014 sur Comédie !
- Suisse : 13 avril 2014 sur RTS Un

- États-Unis : 8,39 millions de téléspectateurs[8] (première diffusion)

### Épisode 6:Halloween III, la leçon de conduite
- États-Unis /  Canada : 24 octobre 2012 sur ABC / Citytv
- France :  18 janvier 2014 sur Comédie !
- Suisse : 27 avril 2014 sur RTS Un

- États-Unis : 8,80 millions de téléspectateurs[9] (première diffusion)

### Épisode 7:Le Coffre-fort
- États-Unis /  Canada : 7 novembre 2012 sur ABC / Citytv
- France :  18 janvier 2014 sur Comédie !
- Suisse : 25 mai 2014 sur RTS Un

- États-Unis : 9,04 millions de téléspectateurs[10] (première diffusion)

### Épisode 8:Thanksgiving IV
- États-Unis /  Canada : 14 novembre 2012 sur ABC / Citytv
- France :  18 janvier 2014 sur Comédie !
- Suisse : 1er juin 2014 sur RTS Un

- États-Unis : 8,79 millions de téléspectateurs [11] (première diffusion)

### Épisode 9:Au secours, père Noël!
- États-Unis /  Canada : 5 décembre 2012 sur ABC / Citytv
- France :  25 janvier 2014 sur Comédie !
- Suisse : 8 juin 2014 sur RTS Un

- États-Unis : 7,98 millions de téléspectateurs [12] (première diffusion)

### Épisode 10:Le Vingtième Anniversaire de mariage
- États-Unis /  Canada : 12 décembre 2012 sur ABC / Citytv
- France :  25 janvier 2014 sur Comédie !
- Suisse : 22 décembre 2014 sur RTS Un

- États-Unis : 7,29 millions de téléspectateurs[13] (première diffusion)

### Épisode 11:Développement personnel
- États-Unis /  Canada : 9 janvier 2013 sur ABC / Citytv
- France :  25 janvier 2014 sur Comédie !
- Suisse : 22 décembre 2014 sur RTS Un

- États-Unis : 8,39 millions de téléspectateurs [14] (première diffusion)

### Épisode 12:Un seul enfant à la fois
- États-Unis /  Canada : 16 janvier 2013 sur ABC / Citytv
- France :  25 janvier 2014 sur Comédie !
- Suisse : 10 janvier 2015 sur RTS Un

- États-Unis : 8,21 millions de téléspectateurs[15] (première diffusion)

### Épisode 13:Les Nouveaux Voisins
- États-Unis /  Canada : 23 janvier 2013 sur ABC / Citytv
- France :  2 février 2014 sur Comédie !

- États-Unis : 8,55 millions de téléspectateurs [16] (première diffusion)

### Épisode 14:L'Hypothèse
- États-Unis /  Canada : 6 février 2013 sur ABC / Citytv
- France :  2 février 2014 sur Comédie !
- Suisse : 24 janvier 2015 sur RTS Un

- États-Unis : 8,21 millions de téléspectateurs [17] (première diffusion)

### Épisode 15:La Saint-Valentin IV
- États-Unis /  Canada : 13 février 2013 sur ABC / Citytv
- France :  2 février 2014 sur Comédie !
- Suisse : 7 mars 2015 sur RTS Un

- États-Unis : 7,72 millions de téléspectateurs [18] (première diffusion)

### Épisode 16:Les Gagnants et les Perdants
- États-Unis /  Canada : 20 février 2013 sur ABC / Citytv
- France :  2 février 2014 sur Comédie !

- États-Unis : 8,27 millions de téléspectateurs [19] (première diffusion)

### Épisode 17:La Roue de la douleur
- États-Unis /  Canada : 27 février 2013 sur ABC / Citytv
- France :  9 février 2014 sur Comédie !

- États-Unis : 7,97 millions de téléspectateurs [20] (première diffusion)

Jane Kaczmarek

### Épisode 18:Le Deuxième Prénom
- États-Unis /  Canada : 27 mars 2013 sur ABC / Citytv
- France :  9 février 2014 sur Comédie !

- États-Unis : 6,90 millions de téléspectateurs [21] (première diffusion)

### Épisode 19:Le Bachelor
- États-Unis /  Canada : 3 avril 2013 sur ABC / Citytv
- France :  9 février 2014 sur Comédie !

- États-Unis : 7,22 millions de téléspectateurs[22] (première diffusion)

### Épisode 20:Tout à un dollar
- États-Unis /  Canada : 10 avril 2013 sur ABC / Citytv
- France :  9 février 2014 sur Comédie !

- États-Unis : 7,55 millions de téléspectateurs [23] (première diffusion)

### Épisode 21:Bons baisers d'orson
- États-Unis /  Canada : 1er mai 2013 sur ABC / Citytv
- France :  16 février 2014 sur Comédie !

- États-Unis : 7,41 millions de téléspectateurs[24] (première diffusion)

### Épisode 22:La Danse de l'Alléluia
- États-Unis /  Canada : 8 mai 2013 sur ABC / Citytv
- France :  16 février 2014 sur Comédie !

- États-Unis : 6,80 millions de téléspectateurs[25] (première diffusion)

### Épisode 23:L'École buissonnière
- États-Unis /  Canada : 15 mai 2013 sur ABC / Citytv
- France :  16 février 2014 sur Comédie !

- États-Unis : 6,76 millions de téléspectateurs[26] (première diffusion)

### Épisode 24:La Remise des diplômes
- États-Unis /  Canada : 22 mai 2013 sur ABC / Citytv
- France :  16 février 2014 sur Comédie !

- États-Unis : 7,70 millions de téléspectateurs [27] (première diffusion)